# Дністровські феномени
Дністро́вські феноме́ни — геоморфологічне утворення, геологічна пам'ятка природи місцевого значення в Україні. Розташована в межах Заліщицької міської громади Чортківського району Тернопільської області, на південь від села Касперівці, на лівому схилі річки Дністер, у межах урочища «Криве», серед чагарників.
Площа 1 га. Оголошено об'єктом природно-заповідного фонду рішенням виконкому Тернопільської обласної ради від 21 грудня 1974 року № 557. Перебуває у віданні Заліщицької міської громади.
Під охороною — мальовничі скелі різноманітних форм, залишки вивітрювання альвських вапняків.
Входить до складу національного природного парку «Дністровський каньйон».